# Cidaria pronotata
Cidaria pronotata là một loài bướm đêm trong họ Geometridae.